# Ivo Belet
Ivo Belet este un om politic belgian, membru al Parlamentului European în perioada 2004-2009 din partea Belgiei.
1. ↑  Deputații în Parlamentul European